# وديع الصافي
وديع بشارة يوسف فرنسيس (1 نوفمبر 1921 – 11 أكتوبر 2013 ) مغني وملحن لبناني اشتهر في لبنان والعالم العربي بالفنّ والطرب، كان له الدور الرائد بترسيخ قواعد الغناء اللبناني وفنه وفي نشر الأغنية اللبنانية في أكثر من بلد. أصبح له لون مميز في الغناء والتلحين في لبنان. بدأ رحلته الفنية في سن السادسة عشرة عندما شارك في مسابقة غنائية أقامتها الإذاعة اللبنانية واختير فائزًا في جميع الفئات من بين 40 متنافسًا آخر.

## النشأة
ولد وديع الصافي في 1 نوفمبر 1921 بقرية نيحا الشوف اللبنانية وهو الابن الثاني في ترتيب العائلة المكونة من ثمانية أولاد. كان والده بشارة يوسف جبرائيل فرنسيس رقيبًا في الدرك اللبناني، وأخته المغنية هناء الصافي.
عاش وديع الصافي طفولة متواضعة يغلب عليها طابع الفقر والحرمان. في عام 1930 انتقلت عائلته إلى بيروت ودخل وديع الصافي مدرسة دير المخلص الكاثوليكية، فكان الماروني الوحيد في جوقتها والمنشد الأوّل فيها. وبعدها بثلاث سنوات اضطر للتوقّف عن الدراسة لأن جو الموسيقى هو الذي كان يطغى على حياته من جهة، ولكي يساعد والده من جهة أخرى في معيشة عائلته.

## مشواره الفني
كانت انطلاقته الفنية بعام 1938 حين فاز بالمرتبة الأولى لحنًا وغناء وعزفًا من بين أربعين متباريًا في مباراة للإذاعة اللبنانية، أيام الانتداب الفرنسي، في أغنية «يا مرسل النغم الحنون» للشاعر المجهول آنذاك الأب نعمة اللّه حبيقة. وكانت اللجنة الفاحصة مؤلّفة من ((ميشال خياط - سليم الحلو - ألبير ديب - محيي الدين سلام))، الذين اتفقوا على اختيار اسم «وديع الصافي» كاسم فني له نظرًا لصفاء صوته. فكانت إذاعة الشرق الأوسط بمثابة معهد موسيقي تتلّمذ وديع فيه على يد ميشال خياط وسليم الحلو، الذين كان لهما الأثر الكبير في تكوين شخصيّته الفنية.
بدأت مسيرته الفنية بشق طريق للأغنية اللبنانية التي كانت ترتسم ملامحها مع بعض المحاولات الخجولة قبله عن طريق إبراز هويتها وتركيزها على مواضيع لبنانية وحياتية ومعيشية. ولعب الشاعر أسعد السبعلي دورًا مهمًّا أغاني الصافى، فكانت البداية مع «طل الصباح وتكتك العصفور» سنة 1940.
كان أول لقاء له مع محمد عبد الوهاب سنة 1944 حين سافر إلى مصر. وفي سنة 1947 سافر مع فرقة فنية إلى البرازيل وبقي فيها 3 سنوات. بعد عودته من البرازيل، أطلق أغنية «عاللّوما»، فذاع صيته بسبب هذه الأغنية التي لاقت صدى في جميع الأوساط، وأصبحت بمثابة التحية التي يلقيها اللبنانيون على بعضهم بعضا. وكان أول مطرب عربي يغني الكلمة البسيطة وباللهجة اللبنانية بعدما طعّمها بموال «عتابا» الذي أظهر قدراته الفنية.
قال عنه محمد عبد الوهاب عندما سمعه يغني أوائل الخمسينات «ولو» المأخوذة من أحد أفلامه السينمائية وكان وديع يومها في ريعان الشباب: «من غير المعقول أن يملك أحد هكذا صوت». فشكّلت هذه الأغنية علامة فارقة في مشواره الفني وانتشاره في الوطن العربي أنداك.
في سنة 1952 تزوج من ملفينا طانيوس فرنسيس، إحدى قريباته، فرزق بستة أولاد وهم دنيا ومارلين وفادي وأنطوان وجورج وميلاد.
في أواخر الخمسينات بدأ العمل المشترك مع العديد من الموسيقيين من أجل النهضة بالأغنية اللبنانية انطلاقاً من أصولها الفولكلورية، وذلك من خلال مهرجانات بعلبك التي جمعت وديع الصافي، وفيلمون وهبي، والأخوين رحباني، وزكي ناصيف، ووليد غلمية، وعفيف رضوان، وتوفيق الباشا، وسامي الصيداوي، وغيرهم.
مع بداية الحرب اللبنانية، غادر وديع لبنان إلى مصر سنة 1976، ومن ثمّ إلى بريطانيا، ليستقرّ سنة 1978 في باريس. كان سفره اعتراضًا على الحرب الدائرة في لبنان.
منذ الثمانينات، بدأ الصافي بتأليف الألحان القومية نتيجة معاناته من الحرب وويلاتها على الوطن وأبنائه واقتناعًا منه بأن كلّ أعمال الإنسان لا يتوّجها سوى علاقته باللّه.
في سنة 1989 أقيمت له حفلة تكريم في المعهد العربي في باريس بمناسبة اليوبيل الذهبي لانطلاقته وعطاءاته الفنية.
في سنة 1990 خضع لعملية القلب المفتوح، لكنه استمر بعدها في عطائه الفني بالتلحين والغناء. وعلى أبواب الثمانين من عمره، لبّى الصافي رغبة المنتج اللبناني ميشال الفترياديس إحياء حفلات غنائية في لبنان وخارجه مع المغني خوسيه فرنانديز وكذلك المطربة حنين، فحصد نجاحاً منقطع النظير أعاد وهج الشهرة إلى مشواره الطويل. لم يغب يوماً عن برامج المسابقات التلفزيونية الغنائية قلباً وقالباً فوقف يشجع المواهب الجديدة التي رافقته وهو يغني أشهر أغانيه.
يحمل الصافي ثلاث جنسيات المصرية والفرنسية والبرازيلية، إلى جانب جنسيته اللبنانية، الاّ أنه كان يفتخر بلبنانيته ويردد أن الأيام علمته بانه «ما أعز من الولد الا البلد».

## أعماله الفنية

### المهرجانات الغنائية
شارك وديع الصافي في المهرجانات الغنائية التالية:
- «العرس في القرية» (بعلبك 1959)
- «موسم العز» و «مهرجان جبيل» (1960)
- «مهرجانات فرقة الأنوار» (1960 - 1963)
- «مهرجان الأرز» (1963)
- «أرضنا إلى الأبد» (بعلبك 1964)
- «مهرجان نهر الوفا» (الذي فشل ماديًا) (1965)
- «مهرجان مزيارة» (1969)
- «مهرجان بيت الدين» (1970 - 1972)
- «مهرجان بعلبك» (1973 - 1974)

### الأفلام السينمائية
شارك وديع في أكثر من فيلم سينمائي، من بينها:
- «الخمسة جنيه»
- «غزل البنات»
- اللحن الأول سنة 1958.
- إنت عمري سنة 1964.
- ليالي الشرق سنة 1965.
- موّال.
- نار الشوق مع صباح في عام 1970.
- الاستعراض الكبير عام 1975.

### الأغاني والتكريمات
غنّى للعديد من الشعراء خاصّة أسعد السبعلي ومارون كرم، وللعديد من الملحنين مثل الأخوان رحباني وزكي ناصيف وفيلمون وهبي وعفيف رضوان ومحمد عبد الوهاب وفريد الأطرش ورياض البندك. لكنّه كان يفضّل أن يلحّن أغانيه بنفسه، لأنّه كان الادرى بصوته ولأنّه كان يُدخل المواويل في أغانيه، غنّى الآلاف من الأغاني والقصائد ولحّن العدد الكبير منها وشارك في العديد من مهرجانات الغناء.
كرّمه أكثر من بلد ومؤسسة وجمعية، وحمل أكثر من وسام استحقاق منها خمسة أوسمة لبنانية نالها أيام الرؤساء كميل شمعون وفؤاد شهاب وسليمان فرنجية والياس الهراوي، توجها الرئيس اللبناني إميل لحود بمنحه وسام الأرز برتبة فارس. ومنحه سلطان عمان وسام التكريم من الدرجة الأولى وذلك في عام 2007م.
كما منحته جامعة الروح القدس في الكسليك دكتوراه فخرية في الموسيقى في 30 حزيران 1991.

## التكريم
احتفى محرك البحث جوجل بالذكرى الخامسة والتسعين لميلاد الفنان اللبناني الراحل وديع الصافي في 1 نوفمبر 2016. كما تم تكريمه في أكثر من مناسبة أبرزها من خلال حفلٍ في سوريا وتحديدًا في محافظة طرطوس أحياه ابنه أنطوان وديع الصافي.

## وفاته
كان الصافي قد تعرض لوعكة صحية خلال وجوده في منزل ابنه بلبنان حيث شعر بهبوط حاد في الدورة الدموية، نقل على أثره للمستشفى، لكن لم تفلح جهود الأطباء في إنقاذه بسبب عدم تحمل قلبه للإجراءات العلاجية.
شيع في كاتدرائية مارجرجس في وسط بيروت، ودفن في بلدته نيحا الشوفية.
أقيم له مأتم رسمي وشعبي حضره حشد من الشخصيات الفنية والسياسية والاجتماعية في بيروت. إذ انطلق موكب التشييع منذ الصباح من منزل نجله في منطقة الحازمية في بيروت، قبل أن يتجمع الحشد الشعبي والفني والسياسي في الكاتدرائية وسط بيروت. كان من ضمن الفنانين المشاركين في التشييع المطرب السوري صباح فخري وعابد فهد واللبنانيون مارسيل خليفة وماجدة الرومي وعاصي الحلاني ووليد توفيق وإلياس الرحباني ويورغو إلكا والمغربيان نعمان لحلو وحاتم إدار. وعقب مراسم التشييع سار النعش محمولاً على الأكتاف في شوارع بيروت إلى مدفنه عن عمر يناهز 92 عاماً، قضى أكثر من نصفه بالأداء والعطاء الفني.

## روابط خارجية
- وديع الصافي على موقع IMDb (الإنجليزية)
- وديع الصافي على موقع الموسوعة البريطانية (الإنجليزية)
- وديع الصافي على موقع ميوزك برينز (الإنجليزية)
- وديع الصافي على موقع أول ميوزيك (الإنجليزية)
- وديع الصافي على موقع أول ميوزيك (الإنجليزية)
- وديع الصافي على موقع أول ميوزيك (الإنجليزية)
- وديع الصافي على موقع ديسكوغز (الإنجليزية)